# Петошевци
Петошевци су градско насеље у граду Лакташи, Република Српска, БиХ. Према попису становништва из 2013. у насељу је живјело 1 023 становника.

## Историја
Сматра се да је у 19. вијеку на овом простору постојало село по имену Чардачани. Промјеном тока ријеке Врбас, ново корито је пресјекло село Чардачане на два дијела. Убрзо је на једној страни постао тежак живот па се пет породица одлучило пребацити преко Врбаса на нову чисту и плодну земљу. Тих пет породица сматра се оснивачима новог села Петошеваца. Чардачанско село није подржало да се тај дио плодне долине одцијепи од њих и назове новим селом те је ту избио неред. Људи су прелазили ријеку само да би палили земљу да ових пет породица немају ништа. Усијани односи окончани су 1891. када су се поразом Чардачана, сељани повукли преко Врбаса и није им дозвољено да га икада више прелазе. Тада је симболично основано ново село звано Петошевци. Једино се не зна које су то породице биле међу оснивачима јер се током тих 200 година у Петошеце доселило доста нових породица па се заборавило од кога је све почело.
Током првог Свјетског рата Аустроугарска је довела руске заробљенике да прокопају ново корито Маховљанске ријеке. Јер је ишла у Маглајане па се опет враћала у Врбас. Још увијек постоји старо корито у Маглајанима 
Када су Лакташи постали Општина давне 1988. Петошевци су им припали, а Чардачани Жупској Области.
Лакташи су 2022. постали и Град па су Петошевци као њима најближе село прозвани Градским населељем.

## Становништво
| Демографија | Демографија | Демографија |
| Година      | Становника  | Становника  |
| ----------- | ----------- | ----------- |
| 1961.       | 690         |             |
| 1971.       | 693         |             |
| 1981.       | 462         |             |
| 1991.       | 499         |             |
| 2003.       | 897         |             |